# کورونل
کورونل (به اسپانیایی: Coronel, Chile) یک کومونه با جمعیت ۱۰۷٬۷۵۹ نفر است که در استان کنسپسیون (شیلی) واقع شده‌است.

## خصوصیات
کورونل ۲۷۹ کیلومترمربع مساحت و ۱۰۷٬۷۵۹ نفر جمعیت دارد و ۱۶ متر بالاتر از سطح دریا واقع شده‌است.